# Терский областной революционный комитет
Терский областной революционный комитет — чрезвычайный областной орган власти, являвшийся высшей властью на территории Терской области. Создан 8 апреля 1920 года по указанию Северо-Кавказского революционного комитета. Председателем являлся Виссарион Мелхиседекович Квирквелия, заместителями — Таштемир Эльдарханов и С. Такоев, членами — военный комиссар Н. Гикало, а также И. Зязиков, Б. Калмыков, А. Дьяков, Ю. Настуев, Н. Гикало. Под руководством Терского областного революционного комитета были созданы Чеченский, Дагестанский, Кабардинский, Черкесский и Ингушский революционные комитеты. 4 августа 1920 года состоялся Областной съезд Советов народов Терека, где были подведены итоги работы революционного комитета и избран исполнительный комитет во главе с Виссарионом Мелхиседековичем Квирквелия, заместителями стали Н. Гикало и В. Элердов, всего было избрано 18 человек. 25 августа исполнительный комитет издал приказ об упразднении всех революционных комитетов в области, Терский ревком прекратил своё существование.